# Shilparamam

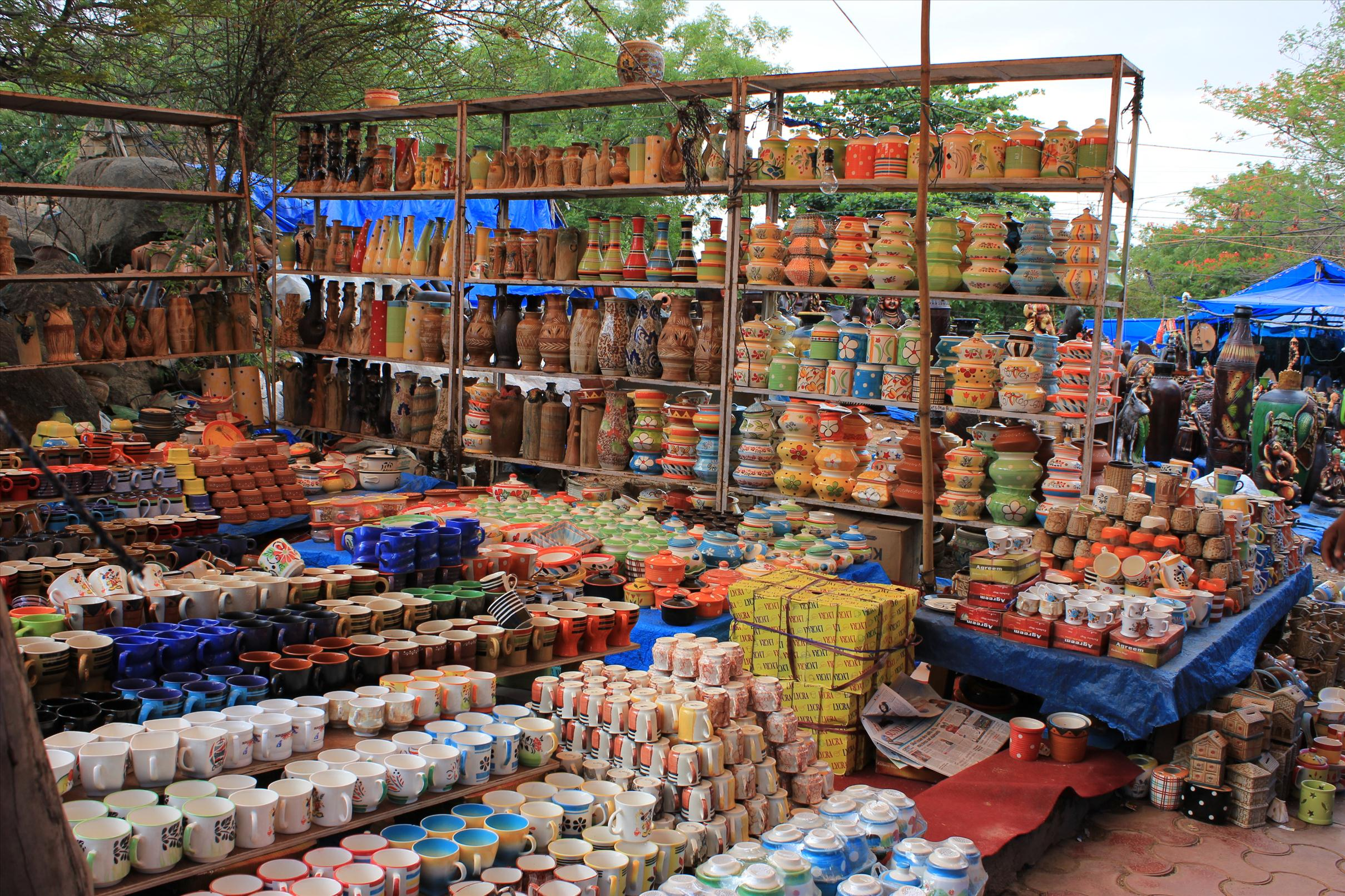
Försäljning av konsthantverk i Shilparamam.

Shilparamam är en hantverksby i Andhra Pradesh i Indien. Den är belägen i Madhapur, inom Hyderabads stadsgräns. Området bildades 1992 med syftet att skapa en miljö i vilken Indiens traditionella hantverk skulle kunna främjas. I Shilparamam hålls etniska festivaler året runt. Där finns även många småaffärer, museum med mera.